# Oratorio dell'Immacolata Concezione (Castel Goffredo)

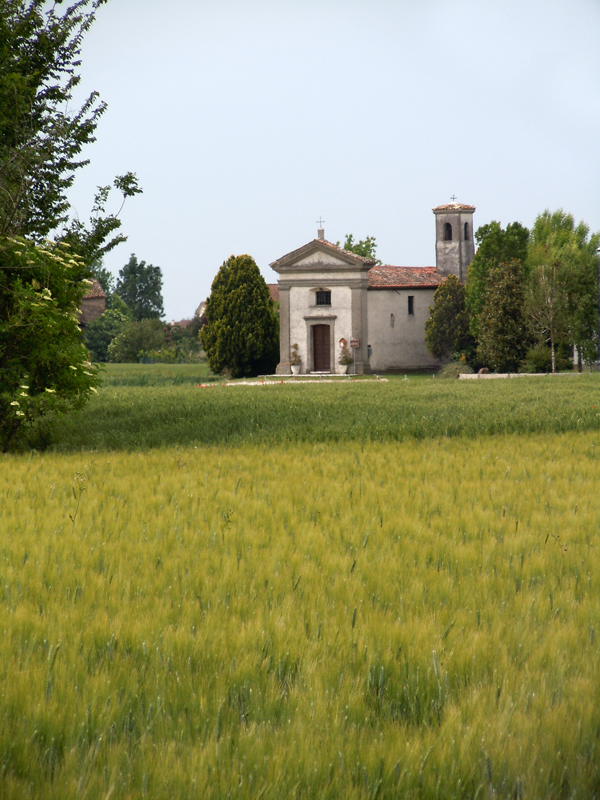
Oratorio dell'Immacolata Concezione

L'oratorio dell'Immacolata Concezione  è un edificio religioso situato in contrada Lodolo, alla periferia nord-est di Castel Goffredo, in provincia e diocesi di Mantova.

## Storia e descrizione
L'oratorio, di probabile fondazione medievale, venne profanato intorno al 1703 durante la guerra di successione spagnola. Fu ricostruito nel 1719 sulle rovine dell'antico oratorio dedicato a Santa Maria Cucumeria (da cucumis sativus, cetriolo).
L'interno, a navata unica e stretta, termina con una piccola abside. Sulle pareti sono visibili tracce di affreschi. Ornano l'interno l'altare ligneo con paliotto e statue in legno dipinto.